# Benigna Marie Reuß zu Ebersdorf
Benigna Marie Reuß zu Ebersdorf (* 15. Dezember 1695 in Ebersdorf; † 31. Juli 1751 in Pottiga) war Gräfin Reuß von Lobenstein aus der Linie Ebersdorf und eine deutsche Kirchenlieddichterin.

## Leben
Benigna Marie war eine Tochter und das älteste Kind von Graf Heinrich X. Reuß zu Ebersdorf und der Gräfin Erdmuthe Benigna zu Solms-Laubach. Sie wuchs auf Schloss Ebersdorf auf. Sie war schon als Kind zart und kränklich und empfänglich für den Pietismus ihrer Mutter, deren Erziehung in Laubach von den Lehren Philipp Jacob Speners geprägt war. Sie stand innerlich ihrer Mutter am nächsten.
Als ihr Vater 1711 starb, war sie in religiösen Fragen eine Stütze für ihre jüngere Schwester Erdmuthe Dorothea. Mit ihr und ihrem Bruder Heinrich XXIX. erhielt sie Unterricht in Latein und Griechisch vom Hofmeister Ulrich Bogislaus von Bonin, der 1711 nach Ebersdorf geholt worden war. Als Heinrich XXIX. August Hermann Francke in Halle kennenlernte, empfahl er ihm ihretwegen Ebersdorf zu besuchen. Auch auf den mit ihrem Bruder befreundeten Graf Nikolaus Ludwig von Zinzendorf machte sie einen entscheidenden Eindruck.
Mit dem Amtsantritt von Heinrich XXIX. kam 1720 der durch Halle geprägte Prediger Johann Heinrich Schubert nach Ebersdorf. Seine strenge, herrische Art verletzte Benigna Marie und ihre Mutter und führte zu Konflikten am Hof, da insbesondere Sophie Theodora, die Frau von Heinrich XXIX., sehr unter dem Einfluss von Schubert stand. Benigna Marie distanzierte sich von Schubert, indem sie in ihrem Zimmer private Erbauungsstunden im kleinen Kreis hatte. Benigna Marie unterstützte ihre Mutter, als 1725 Zinzendorf (seit 1722 mit Erdmuthe Dorothea verheiratet) dieser den Advokaten Johann Sigismund Krüger nach Ebersdorf schickte, damit sie ihn wegen seiner „Irrlehren“ betreue und ihn wieder auf den rechten Weg bringe. Dabei kam es zum Konflikt zwischen Krüger und Hofprediger Schubert, der eskalierte. 1726 musste Krüger gehen und Schubert folgte kurz darauf einem Ruf nach Potsdam, was Benigna Marie nicht bedauert haben dürfte.
Es ist unklar, ob sie Ebersdorf schon 1720 beim Amtsantritt ihres Bruders Heinrich XXIX. verließ und auf dem abgelegenen Landgut Pottiga lebte oder erst 1732, als ihre Mutter verstorben war und Hallischer Pietismus und die von Zinzendorf gegründete Herrnhuter Brüdergemeine um die religiöse Vorherrschaft in Ebersdorf rangen.
Sie hatte auf jeden Fall rege Korrespondenz mit anderen Frömmigen. Sie war eine enge Freundin des Staatsrechtlers Johann Jacob Moser, der 1739 mit seiner Familie nach Ebersdorf gezogen war. Sie war die Taufpatin seines jüngsten Sohnes Christian Benjamin Moser von Filseck (1746–1774). Mit Moser, der 1747 Ebersdorf im Streit mit Zinzendorf verließ, verband Benigna Marie die Kritik an der Entwicklung der Herrnhuter Brüdergemeine, die zur Spaltung der evangelischen Kirche führen würde. Gleichwohl schrieb sie Kirchenlieder im Geiste Zinzendorfs.
Sie blieb aus religiösen Gründen unverheiratet und starb 55-jährig nach sehr schwerer Krankheit in Pottiga. Ihre letzten Worte sollen gewesen sein: „Ich habe den Heiland gesehen, nun spannt an!“.

## Werk
Im Laufe ihres Lebens dichtete Benigna Maria Reuß zu Ebersdorf zahlreiche geistliche Lieder im Geiste Zinzendorfs. So enthält auch das Kleine Gesangbuch der evangelischen Brüdergemeine drei Lieder von ihr. Von Reuss zu Ebersdorfs Kirchenliedern sind sechs überregional bekannt geworden und stehen in Kirchgesangsbüchern und Liedanthologien des 18. und 19. Jahrhunderts.